# Joaquín Rodríguez (baloncestista)
Joaquín Rodríguez (Mercedes, Departamento de Soriano, Uruguay, 14 de junio de 1999) es un basquetbolista uruguayo que se desempeña como escolta en Movistar Estudiantes de la Primera FEB, cedido por Casademont Zaragoza. Es también integrante de la selección mayor de Uruguay.

## Trayectoria
Joaquín Rodríguez es hijo del baloncestista uruguayo Nazar Rodríguez. Se formó en la cantera de Remeros Mercedes, club con el que jugó en la Liga Regional de Básquetbol de Soriano.
En 2017 fue reclutado por Aguada como ficha juvenil. En su primera temporada tuvo escasa participación en el equipo. Jugó luego El Metro con la camiseta de Larre Borges. Posteriormente retornó a Aguada, ganando esta vez más minutos en la cancha y contribuyendo a que el equipo conquistase el campeonato.
Aterrizó en la Argentina en 2019, contratado por Estudiantes Concordia Al finalizar la temporada 2019-20 de la LNB (que fue cancelada antes de las instancias definitorias debido a la crisis producida por la pandemia de COVID-19), Rodríguez registró marcas de 7.8 puntos, 2.6 rebotes y 2.8 asistencias por partido en 27 presentaciones. 
Obras Basket lo fichó en octubre de 2020.	En el club porteño se consolidó como jugador titular, llegando a convertirse en el líder de robos de la temporada 2021-22 de la LNB. 
El 5 de septiembre de 2023, firma por el Real Betis Baloncesto de la Liga LEB Oro.
El 25 de junio de 2024, firma por el Casademont Zaragoza de la Liga Endesa.
El 25 de febrero de 2025, firma por el Movistar Estudiantes de la Primera FEB, cedido por Casademont Zaragoza.

### Clubes
| Club                          | País      | Año            |
| ----------------------------- | --------- | -------------- |
| Aguada                        | Uruguay   | 2017 - 2018    |
| Larre Borges                  | Uruguay   | 2018           |
| Aguada                        | Uruguay   | 2018 - 2019    |
| Estudiantes Concordia         | Argentina | 2019 - 2020    |
| Obras Basket                  | Argentina | 2020 - 2023    |
| Real Betis Baloncesto         | España    | 2023 - 2024    |
| Casademont Zaragoza           | España    | 2024- Presente |
| Movistar Estudiantes (cedido) | España    | 2025- Presente |

## Selección nacional
Rodríguez disputó el Sudamericano U21 de Baloncesto de 2018. Al mes siguiente recibió su primera convocatoria a la selección absoluta de Uruguay, haciendo su debut ante Estados Unidos, en un partido enmarcado en las eliminatorias para la Copa Mundial de Baloncesto de 2019.
El base jugó representando a su país en el torneo de baloncesto masculino de los Juegos Panamericanos de 2019, en el Torneo Preolímpico FIBA 2020 y en la FIBA AmeriCup de 2022. 

## Palmarés

### Campeonatos nacionales
- Actualizado hasta el 01 de mayo de 2018.

| Título                      | Club   | País    | Año         |
| --------------------------- | ------ | ------- | ----------- |
| Liga Uruguaya de Básquetbol | Aguada | Uruguay | 2018 - 2019 |